# Mu Liu
Mu Liu (chinesisch 劉牧 / 刘牧, Pinyin Liú Mù; * 8. Mai 1974 in Chongqing) ist ein chinesischer Schauspieler.

## Leben
Mu Liu wurde am 8. Mai 1974 in Chongqing geboren. Seit Mitte der 2000er Jahre ist er als Fernseh- und Filmschauspieler tätig. 2008 spielte er die männliche Hauptrolle des Chen Zhong im Film Forgive And Forget. Im Laufe der Jahre konnte er sich durch größere Besetzungen in mehreren chinesischen Filmproduktionen als Schauspieler etablieren. 2020 verkörperte er mit der Rolle des Shao Feng eine der Hauptrollen im Tierhorrorfilm Big Octopus. 2021 war er in Thunder Chase in der Hauptrolle des Lei Ting zu sehen. Seit 2022 stellt er in bisher über 40 Episoden der Fernsehserie Medical Sage ebenfalls eine der Hauptrollen dar.

## Filmografie (Auswahl)
- 2005: A Time to Love (情人结, Qingren Jie, Cingjan Git)
- 2008: Forgive And Forget (亲爱的, Qinai de, Chanoi dik)
- 2012: I Do (我愿意, Wo Yuanyi, Ngo Yuenyi)
- 2012: Hankou Wharf (汉口码头, Hankou Matou, Fernsehserie)
- 2013: Butterfly Kiss (蝶吻, Die Wen)
- 2017: Polar Star (北极星, Beijixing)
- 2018: Hidden Summer (Fernsehfilm)
- 2018: The Photographer (照相师, Zhaoxiangshi)
- 2019: The Business Strom of Ruhai (汝海风云, Ruhai Fengyun)
- 2020: Big Octopus (大章鱼, Dà zhangyú)
- 2020: Fighting Epidemic 2020 (战疫2020之我是医生, Zhanyi 2020 Zhi Wo Shi Yisheng)
- 2021: Thunder Chase (雷霆追击, Leiting Zhuiji)
- 2022: Medical Sage (医圣, Yisheng, seit 2022 in der Fernsehserie)